# Каллио, Ойва

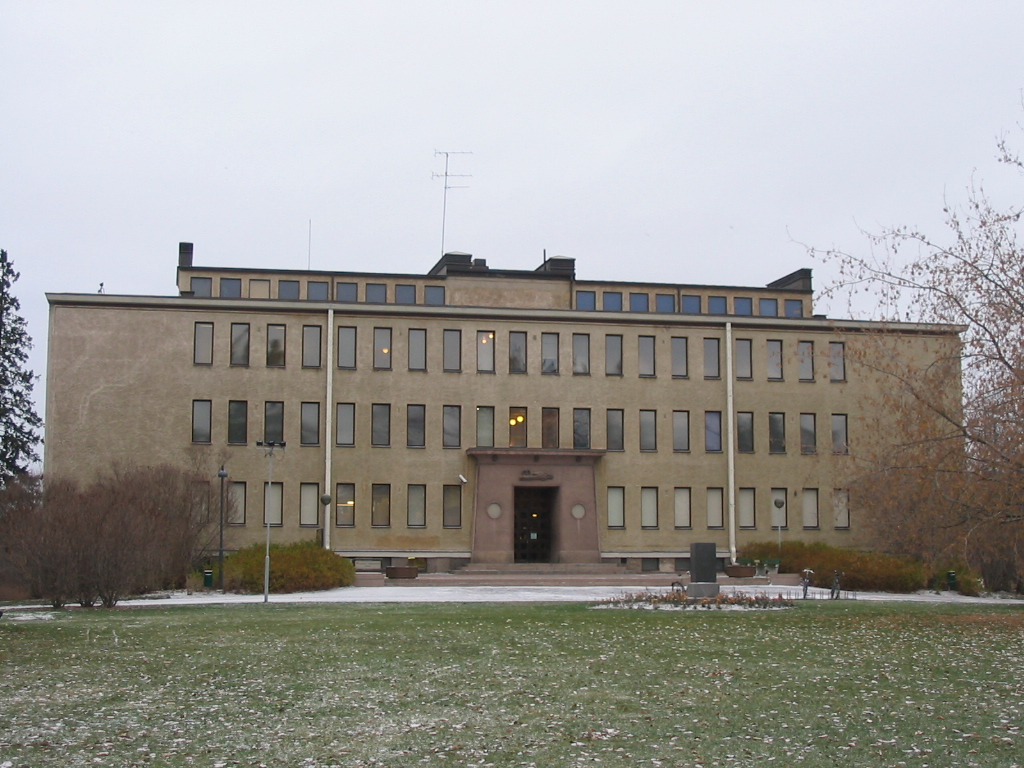
Музей Северной Остроботнии

Ойва Сакари Каллио (23 июля 1884, Алаветели, Остроботния — 13 августа 1964, Хельсинки) — финский архитектор. Каллио окончил Гельсингфорсское политехническое училище по специальности «архитектура» в 1904 году. После этого он совершил учебные поездки в другие страны Северной и Центральной Европы. Ещё до основания собственного бюро в 1912 году Каллио уже успел спроектировать церковь в Карку (завершена в 1913 году). Сотрудничал со своим братом — архитектором Кауно Каллио. Вместе они приняли участие во многих архитектурных конкурсах, в частности, спроектировали фасад электростанции в Иматре.

## Работы

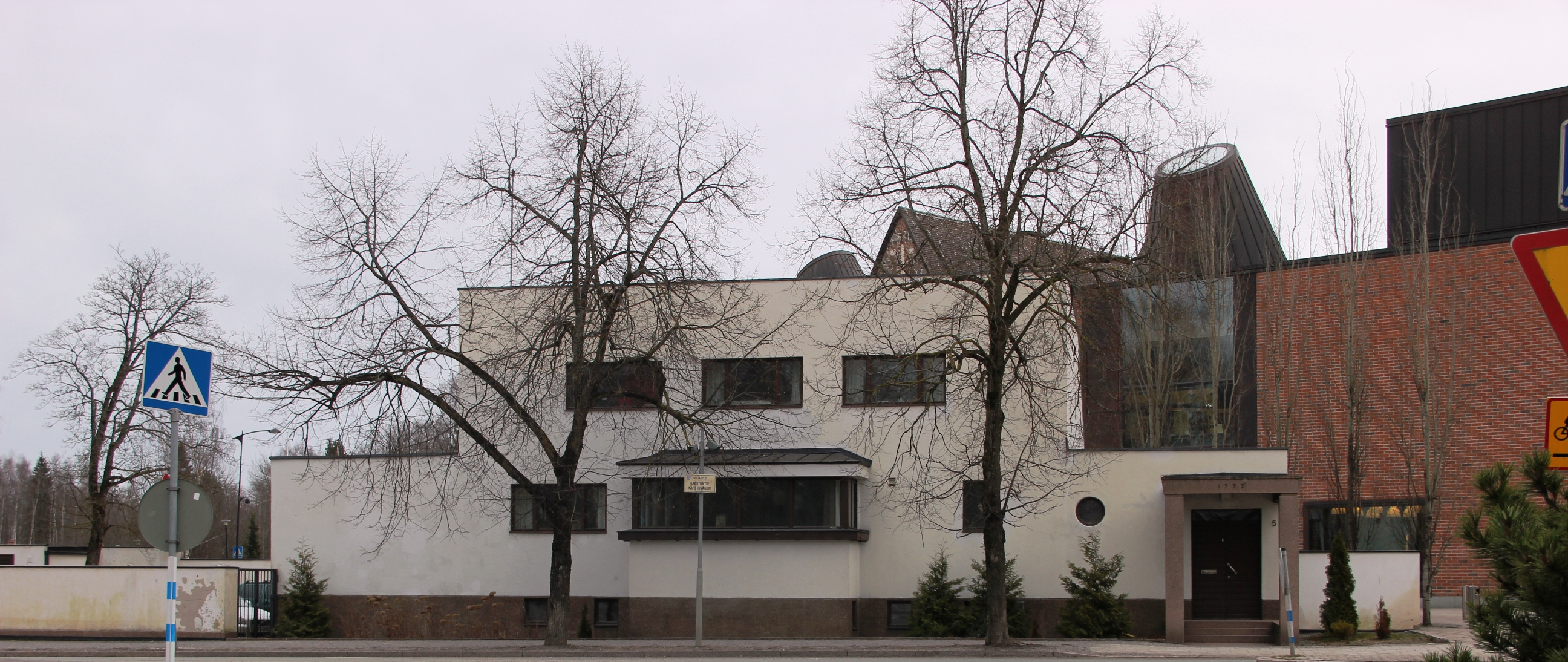
Частный дом в Лохья, 1932

- Церковь Каркку, Каркку, Ваммала — 1913
- Дом Дурчмана, Пюникинринне, Тампере — 1915
- Ратуша Оулу, перестройка — 1920
- Гостиница Radisson Blu Plaza Hotel, Хельсинки — 1921 (вместе с братом Кауно Каллио)
- Вилла Оивала, Виллинки, Хельсинки — 1924
- Дом шюцкора Кангаслампи — 1925
- План города Тёёлё — 1927 (не реализован)
- Вилла Сайнио, Мёландет, Сипоо — 1928
- Дом страховой компании «Похья», Кайсаниеменкату, Хельсинки — 1929
- Дом Финского сберегательного банка, Хямеэнлинна — 1929
- Музей Северной Остроботнии, Оулу — 1931
- Частный дом на ул. Карстунтие, Лохья, 1932
- Эуряпяская церковь, Барышево — 1934 г. (разрушена во время Советско-финляндской войны)
- Банковское здание Kiinteistö Oy Kulma, Торккелинкату (проспект Ленина), Выборг, 1938[2]